# ケイト・ウィンスレット
ケイト・ウィンスレット, CBE（Kate Winslet, CBE, 1975年10月5日 - ）は、イギリスの女優。7度のアカデミー賞ノミネート経験を持つ実力派女優として知られ、第81回アカデミー賞では『愛を読むひと』で主演女優賞を受賞した。

## 生い立ち
イングランド・バークシャー州レディングで生まれる。祖父母、両親、叔父、姉と妹も俳優である。
英国国教会派として育ち、11歳から16歳まで地元の演劇学校に通った。学生時代は足の太さや体格などでいじめられたという。

## キャリア

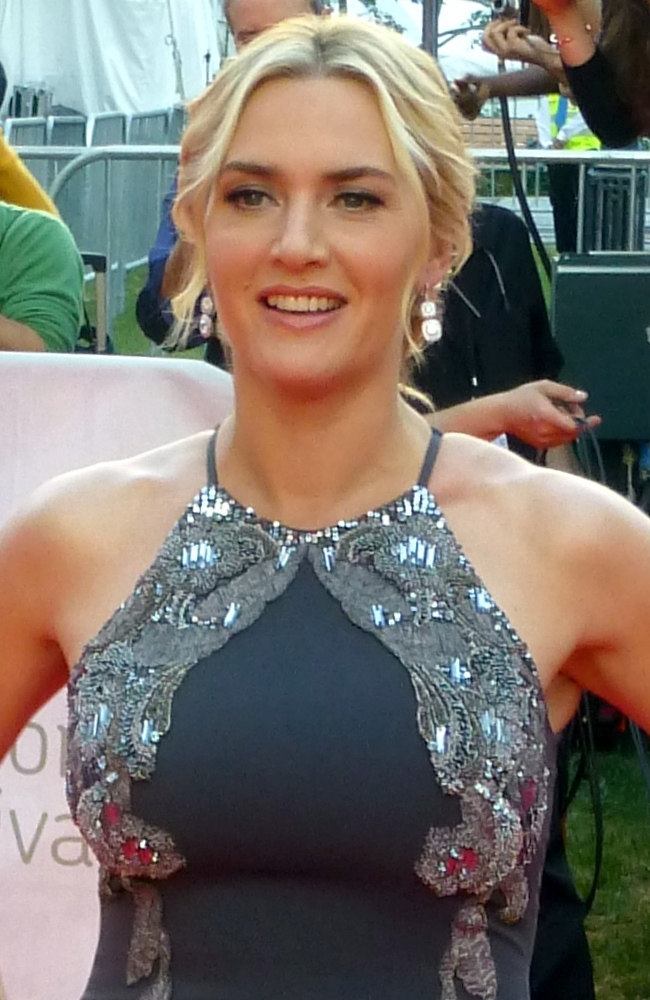

コマーシャルや舞台、テレビドラマなどの出演を経て、1994年にヴェネツィア国際映画祭銀獅子賞を受賞した『乙女の祈り』で映画デビュー。翌年公開の『いつか晴れた日に』でアカデミー助演女優賞にノミネートされ、英国アカデミー賞では助演女優賞を受賞した。
1997年公開のハリウッド大作『タイタニック』のヒロイン、ローズ役で一躍知られるようになり、この作品でアカデミー主演女優賞にノミネートされた。また、『タイタニック』や『ハムレット』、『クイルズ』、『ネバーランド』など、コスチューム・プレイの作品が多いことから「コルセット・ケイト（Corset Kate）」というニックネームが付けられた。
2000年のグラミー賞でBest Spoken Word Album for Childrenを受賞。2001年には『クリスマス・キャロル』の主題歌である『What If?』というシングルをリリース し、イギリスでは初登場6位、アイルランドでは初登場1位を記録した。同年公開の『アイリス』で若き日のアイリス・マードックを演じ、アカデミー助演女優賞にノミネートされた。
2004年公開の『エターナル・サンシャイン』、2006年公開の『リトル・チルドレン』でアカデミー主演女優賞にノミネートされた。また、2005年にBBCで放送されている『エキストラ:スターに近づけ!』にゲスト出演し、エミー賞ゲスト女優賞にノミネートされた。
2008年公開の『レボリューショナリー・ロード/燃え尽きるまで』と『愛を読むひと』の演技により、第66回ゴールデングローブ賞では前者の作品で主演女優賞 (ドラマ部門)を、後者の作品で助演女優賞と、ダブル受賞を果たした。第81回アカデミー賞では『愛を読むひと』で主演女優賞を受賞した。
2011年にHBOで放送されたテレビ・ミニシリーズ『ミルドレッド・ピアース 幸せの代償』でエミー賞・プライムタイム・エミー賞主演女優賞（ミニシリーズ・テレビ映画部門）を受賞した。
2012年には大英帝国勲章第三位CBEを叙勲された。
2014年現在、33歳で6回のアカデミー賞ノミネートは最年少記録でもある（それまでの最年少記録はベティ・デイヴィスの34歳で6回のノミネート）。
2014年3月17日にはハリウッド・ウォーク・オブ・フェームの2520番目の星を獲得した。2012年にはすでに星の獲得が決定していた。

## 私生活
過去に『Dark Season』で共演した俳優兼作家のステファン・トレンドレ（1997年12月に癌で他界）や俳優のルーファス・シーウェル と交際していた。『タイタニック』や『レボリューショナリー・ロード/燃え尽きるまで』で共演したレオナルド・ディカプリオとは親友 で、よく連絡を取り合い、食事にも行く。その為、彼女の子供たちは彼によく懐いている。
1998年11月22日、『グッバイ・モロッコ』の助監督のジム・スリープルトンと結婚。2000年10月12日に長女（ミア・ハニー・スリープルトン）を出産したが、2001年に離婚。
2003年5月24日、舞台演出家兼映画監督のサム・メンデスと再婚し、同年12月22日に長男（ジョー・アルフィー・ウィンスレット・メンデス）を出産。家族と共にロンドンとニューヨークで暮らす。
2010年3月15日、すでにサム・メンデスとは別居をしており離婚手続き中であることを弁護士を通じて発表。
その後モデルのルイス・ダウラー（Louis Dowler）と交際していたが2010年11月、破局が報じられる。
2012年12月、ヴァージン・グループの創業者リチャード・ブランソンの甥ネッド・ロックンロールと結婚した。2013年12月にロックンロールとの間に夫婦にとってははじめての子供で、ケイトにとって3人目の子となるベアーを出産した。

### 動物愛護
菜食主義者である。2010年、フォアグラ生産における動物虐待を示す動物の倫理的扱いを求める人々の会のビデオのナレーションを務めた。フォアグラをメニューから削除するよう奨励し、消費者には買わないよう呼びかけた。

## 主な出演作品

### 映画
| 年   | 日本語題 原題                                                  | 役名                               | 備考 | 吹き替え |
| ---- | -------------------------------------------------------------- | ---------------------------------- | --- | --- |
| 1994 | 乙女の祈り Heavenly Creatures                                  | ジュリエット                       | | （吹き替え版なし） |
| 1995 | タイムマスター/時空をかける少年 A Kid in King Arthur's Court   | サラ姫                             | | 松谷彼哉（VHS版） |
| 1995 | いつか晴れた日に Sense and Sensibility                         | マリアンヌ・ダッシュウッド         | 英国アカデミー賞 助演女優賞受賞 アカデミー助演女優賞ノミネート ゴールデングローブ賞 助演女優賞ノミネート                                    | 日野由利加 |
| 1996 | 日蔭のふたり Jude                                              | スー・ブライドヘッド               | | 日野由利加 |
| 1996 | ハムレット Hamlet                                              | オフィーリア                       | | （吹き替え版なし） |
| 1997 | タイタニック Titanic                                           | ローズ・デウィット・ブケイター     | アカデミー主演女優賞ノミネート ゴールデングローブ賞 主演女優賞 (ドラマ部門)ノミネート                                                       | 日野由利加（ソフト版） 竹内結子（フジテレビ旧版） 岡寛恵（フジテレビ新版） 冬馬由美（日本テレビ版） 藤貴子（機内上映版） |
| 1998 | グッバイ・モロッコ Hideous Kinky                               | ジュリア                           | | 井上喜久子 |
| 1999 | Faeries                                                        | ブリジット                         | 声の出演 | N/A |
| 1999 | ホーリー・スモーク Holy Smoke                                  | ルース・バロン                     | | 安藤麻吹 |
| 2000 | クイルズ Quills                                                | マドレーヌ                         | | （吹き替え版なし） |
| 2001 | エニグマ Enigma                                                | ヘスター・ウォレス                 | | 玉川砂記子 |
| 2001 | クリスマス・キャロル Christmas Carol: The Movie                | ベル                               | 声の出演 | 萩尾みどり |
| 2001 | アイリス Iris                                                  | 若き日のアイリス・マードック       | アカデミー助演女優賞ノミネート ゴールデングローブ賞 助演女優賞ノミネート 英国アカデミー賞 助演女優賞ノミネート                              | 日野由利加 |
| 2003 | ライフ・オブ・デビッド・ゲイル The Life of David Gale          | ビッツィー・ブルーム               | | 高橋理恵子 |
| 2004 | エターナル・サンシャイン Eternal Sunshine of the Spotless Mind | クレメンタイン・クルシェンスキー   | アカデミー主演女優賞ノミネート ゴールデングローブ賞 主演女優賞 (ミュージカル・コメディ部門)ノミネート 英国アカデミー賞 主演女優賞ノミネート | 林真里花 |
| 2004 | ネバーランド Finding Neverland                                 | シルヴィア・ルウェリン・デイヴィズ | 英国アカデミー賞 主演女優賞ノミネート | 岡寛恵 |
| 2005 | Romance & Cigarettes                                           | ツーラ                             | | N/A |
| 2006 | オール・ザ・キングスメン All the King's Men                    | アン・スタントン                   | | 岡寛恵 |
| 2006 | リトル・チルドレン Little Children                             | サラ・ピアース                     | アカデミー主演女優賞ノミネート ゴールデングローブ賞 主演女優賞 (ドラマ部門)ノミネート 英国アカデミー賞 主演女優賞ノミネート                 | 岡寛恵 |
| 2006 | マウス・タウン ロディとリタの大冒険 Flushed Away               | リタ                               | 声の出演 | 甲斐田裕子 |
| 2006 | ホリデイ The Holiday                                           | アイリス                           | | 林真里花 |
| 2006 | ブルーオアシスII 3D Deep Sea 3D                                | ナレーター                         | 声の出演 | 園崎未恵 |
| 2008 | きつねと私の12か月 Le renard et l'enfant                       | ナレーター                         | 声の出演 (英語版) | |
| 2008 | 愛を読むひと The Reader                                        | ハンナ・シュミッツ                 | アカデミー主演女優賞受賞 ゴールデングローブ賞 助演女優賞受賞 英国アカデミー賞 主演女優賞受賞                                                | 岡寛恵 |
| 2008 | レボリューショナリー・ロード/燃え尽きるまで Revolutionary Road | エイプリル・ウィーラー             | ゴールデングローブ賞 主演女優賞 (ドラマ部門)受賞 英国アカデミー賞 主演女優賞ノミネート                                                      | 林真里花 |
| 2011 | コンテイジョン Contagion                                       | エリン・ミアーズ医師               | | 林真里花 |
| 2011 | おとなのけんか Carnage                                         | ナンシー・カウワン                 | ゴールデングローブ賞 主演女優賞 （ミュージカル・コメディ部門）ノミネート                                                                    | 岡寛恵 |
| 2013 | ムービー43 Movie 43                                            | ベス                               | 「The Catch」のみ | 斎藤恵理 |
| 2013 | とらわれて夏 Labor Day                                         | アデル・ウィーラー                 | ゴールデングローブ賞 主演女優賞 （ドラマ部門）ノミネート                                                                                    | 安藤麻吹 |
| 2014 | ダイバージェント Divergent                                     | ジェニーン・マシューズ             | | 岡寛恵 |
| 2015 | ヴェルサイユの宮廷庭師 A Little Chaos                          | サビーヌ・ド・バラ                 | | 林真里花 |
| 2015 | ダイバージェントNEO The Divergent Series: Insurgent            | ジェニーン・マシューズ             | | 田中敦子 |
| 2015 | スティーブ・ジョブズ Steve Jobs                                | ジョアンナ・ホフマン               | ゴールデングローブ賞 助演女優賞受賞 アカデミー助演女優賞ノミネート 英国アカデミー賞 助演女優賞受賞                                          | 林真里花 |
| 2015 | リベンジャー 復讐のドレス The Dressmaker                       | マートル・ダネッジ                 | | （吹き替え版なし） |
| 2016 | トリプル9 裏切りのコード Triple 9                              | イリーナ・ヴラスロフ               | | 深見梨加 |
| 2016 | 素晴らしきかな、人生 Collateral Beauty                         | クレア                             | | 加藤有希子 |
| 2017 | ザ・マウンテン 決死のサバイバル21日間 The Mountain Between Us  | アレックス・マーティン             | | 皆川純子 |
| 2017 | 女と男の観覧車 Wonder Wheel                                    | ギニー・ラネル                     | ハリウッド映画賞主演女優賞受賞 | （吹き替え版なし） |
| 2019 | ブラックバード 家族が家族であるうちに Blackbird                | ジェニファー                       | | （吹き替え版なし） |
| 2020 | アンモナイトの目覚め Ammonite                                  | メアリー・アニング                 | | （吹き替え版なし） |
| 2022 | アバター:ウェイ・オブ・ウォーター Avatar: The Way of Water     | ロナル                             | モーションキャプチャ | 清水はる香 |
| 2023 | リー・ミラー 彼女の瞳が映す世界 Lee                            | リー・ミラー                       | 兼製作 | |
| 2024 | DreamScapes                                                    | ナレーター                         | ドキュメンタリー映画 | |
| 2025 | アバター:ファイヤー・アンド・アッシュ Avatar: Fire and Ash     | ロナル                             | ポストプロダクション | |

### テレビシリーズ
| 年   | 日本語題 原題                                                  | 役名                    | 備考 | 吹き替え           |
| ---- | -------------------------------------------------------------- | ----------------------- | --- | ------------------ |
| 1991 | Dark Season                                                    | レート                  | 計6話出演 | N/A                |
| 1992 | Get Back                                                       | エレノア・スウィート    | 計3話出演 | N/A                |
| 1992 | Anglo Saxon Attitudes                                          | キャロライン・Jenington | 計1話出演 ミニシリーズ | N/A                |
| 1993 | Casualty                                                       | スザンヌ                | | N/A                |
| 2005 | エキストラ:スターに近づけ! Extras                              | ケイト・ウィンスレット  | 第1シーズン 第3話 計1話出演 | （吹き替え版なし） |
| 2011 | ミルドレッド・ピアース 幸せの代償 Mildred Pierce               | ミルドレット・ピアース  | ミニシリーズ エミー賞主演女優賞（ミニシリーズ・テレビ映画部門）受賞 ゴールデングローブ賞女優賞（ミニシリーズ・テレビ映画部門）受賞 | 林真里花           |
| 2021 | メア・オブ・イーストタウン/ある殺人事件の真実 Mare of Easttown | メア・シーハン刑事      | ミニシリーズ 兼製作総指揮 エミー賞主演女優賞（ミニシリーズ・テレビ映画部門）受賞                                                   | 皆川純子           |
| 2022 | Ｉ ＡＭ ルース I AM RUTH                                       | ルース                  | ミニシリーズ | 日野由利加         |
| 2024 | ザ・レジーム/壊れゆく政権 THE REGIME                           | エレーナ・バーナム      | ミニシリーズ | （吹き替え版なし） |

## 主な受賞
- アカデミー賞
  - 2008年度 主演女優賞 『愛を読むひと』
- ゴールデングローブ賞
  - 2008年度 主演女優賞 (ドラマ部門) 『レボリューショナリー・ロード/燃え尽きるまで』
  - 2008年度 助演女優賞 『愛を読むひと』
  - 2011年度 女優賞（ミニシリーズ・テレビ映画部門） 『ミルドレッド・ピアース 幸せの代償』
  - 2015年度 助演女優賞 『スティーブ・ジョブズ』
- 英国アカデミー賞
  - 1995年度 助演女優賞 『いつか晴れた日に』
  - 2008年度 主演女優賞 『愛を読むひと』
  - 2015年度 助演女優賞 『スティーブ・ジョブズ』
- ロサンゼルス映画批評家協会賞
  - 2001年度 助演女優賞 『アイリス』
- ロンドン映画批評家協会賞
  - 1995年度 英国主演女優賞 『乙女の祈り』
  - 2004年度 英国主演女優賞 『エターナル・サンシャイン』
- ヨーロッパ映画賞
  - 1998年度 観客賞 (女優賞) 『タイタニック』
  - 2001年度 観客賞 (女優賞) 『アイリス』
  - 2009年度 女優賞 『愛を読むひと』
- クリティクス・チョイス・アワード（放送映画批評家協会賞）
  - 2008年度 助演女優賞 『愛を読むひと』
- 全米映画俳優組合賞
  - 1995年度 助演女優賞 『いつか晴れた日に』
  - 2008年度 助演女優賞 『愛を読むひと』
- グラミー賞
  - 2000年度 Best Spoken Word Album for Children 『Listen To the Storyteller』
- エミー賞
  - 2011年 主演女優賞（ミニシリーズ・テレビ映画部門）『ミルドレッド・ピアース 幸せの代償』
- セザール賞
  - 2012年 名誉賞